# Гераклея Сінтіка

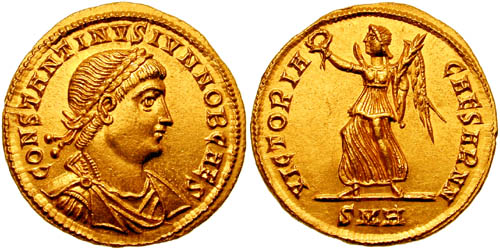
Солид імператоар Костянтина II (зі скарбів Гераклеї)

Гераклея Сінтіка — античне місто, що було центром стародавнього району Сінтіки, розташованого вздовж річки Струма і населеного фракійським плем'ям сінтіїв. Існувало за часів Македонського царства Антипатридів (300 року до н. е.) та Антигонідів, а також Римської імперії. Припинило своє існування наприкінці V ст. н. е., за часів Східної Римської імперії. Натепер є місцем наукових розвідок та туристичним об'єктом.

## Географія
Давнє місто розташовувалося біля основи згаслого вулкана Кожуха, біля сучасного міста Петрич, на відстані 1 км від міста Рупіте в південно-західній Болгарії.

## Археологія
Гераклею Сінтіку розкопували Людмил Вагалінскі, доцент і керівник Національного статистичного інституту Болгарії та Музею археології Болгарської академії наук, а також Сотір Іванов, директор Історичного музею Петрича.
Щорічні розкопки велися з 2007 року. Кілька років розкопки спонсорував Американський дослідницький центр в Софії, проводилися за участю американських студентів-археологів з Нью-Йоркського університету, зокрема голлівудського актора Коула Мітчел-Спроуса.
Вважається, що античний амфітеатр Гераклеї Сінтікі розташовувався недалеко від прилеглої гори Кожух і був настільки ж вражаючим, як античний амфітеатр стародавнього Філіпополя (сучасний Пловдив).

## Історія
На території, де в подальшому виникло місто, спочатку існувало поселення племені сінтіїв. Про нього у своїх творах згадували Гомер, Геродот та Фукідід. В подальшому ці землі увійшли до складу Македонського царства Аргеадів — Філіпа II та Олександра III, які наказали звести тут укріплення.
Античне давньогрецьке місто було засновано близько 300 року до н. е. македонським царем Кассандром з династії Антипатридів. У 310 році до н. е. останній заселив тут 20 тис. іллірійців. Наприкінці 290-х років до н. е. ця місцина стала об'єктом нападу племені дарданів, у результаті чого Гераклея частково постраждало.
У 280-х роках до н. е. увійшло до складу кельтської держави зі столицею у Тилісі. У середині 210-х роках до н. е. увійшло до складу Обриського царства. В подальшому за цю область боролися володаря одрисів та Македонії.
Філіп V, цар з династії Антигонідів остаточно включив місто до складу Македонії. В подальшому стає центром області Сінтіки, де вже мешкало змішано греко-фракійське населення.
Після перемоги римлян над Македонією у 166 році до н. е. передала частину володінь, зокрема й Гераклею Одриському царству. Історія міста цього період практично не досліджена. У I ст. н. е. увійшло до складу Римської імперії. Про нього згадували Тит Лівій, Страбон, Пліній Старший, Клавдій Птолемей.
Гераклея Сінтіка в період Римської імперії мала величезний економічний, політичний і демографічний потенціал. Час розквіту припав на першу пол. III ст. З цього періоду відомий латинський напис 308 року, у якій римський імператор Галерій звертався до жителів Гераклеї Сінтіки, відповідаючи на їх запит про відновлення втрачених ними цивільних прав. У 350 році в Гераклеї Сінтіки відбулася зустріч посланців узурпатора Магненція з імператором Констанцієм II.
У пізньоантичний час місто Гераклея Сінтіка поступово занепадало як регіональний центр і його замінило сусіднє місто Парфіполю (теперішнє місто Санданський). Втім місто продовжувало існувати на початку Східної Римської імперії, останні згадки відносяться до панування імператора Юстиніана I, про що свідчать археологічні знахідки.